# Tinputz Harbour
Tinputz Harbour (auch Tinputs Harbour) ist eine Bucht an der Nordostküste der Insel Bougainville in der von Papua-Neuguinea autonomen Region Bougainville. Sie ist damit Teil des Pazifischen Ozeans.
Die Bucht wird durch einen Einschnitt in das Kernland Bougainvilles gebildet, die Umgebung ist von jungeruptiven Gesteinsformen und gehobenen Korallenkalken geprägt; sie ist etwa 2500 Meter breit und etwa 3000 Meter tief.
Wie ganz Bougainville gehörte auch Tinputz Harbour ab 1886 zu den deutschen Schutzgebieten in der Südsee. Eine katholische Missionsstation mit Kirche aus dieser Zeit befindet sich an der Küste der Bucht. Während der Kolonialzeit gab es in der Bucht eine Plantage Woskawitz, die offenbar der Familie des Deutschen Carl Diercke gehörte oder zumindest mit der Familie in Austausch stand.
Nachdem Bougainville 1920 unter australische Mandatsverwaltung gekommen war, wurde die Insel Anfang 1942 von den japanischen Streitkräften besetzt. Die Japaner errichteten einen Stützpunkt in der Bucht und nutzen diesen als Ankerplatz für Kriegs- und Versorgungsschiffe. Von Juni bis September 1943 kam es mehrfach zu Luftangriffen durch die Fifth Air Force der United States Army Air Forces auf japanische Schiffe innerhalb der Bucht. Tinputz Harbour blieb während des Zweiten Weltkriegs unter japanischer Besatzung und ist heute Teil der Autonomen Region Bougainville. Nach regionaler Verwaltungsgliederung gehört die Bucht heute zum Tinputz Rural LLG (Local-Level Government).
Seit etwa 2007 werden in der Region Einwohner der Carteret-Inseln angesiedelt, deren Atoll durch die Folgen des Klimawandels unbewohnbar geworden ist.